# Жедр
Жедр (фр. Gèdre, окс. Gèdra) — коммуна во Франции, находится в регионе Юг — Пиренеи. Департамент — Верхние Пиренеи. Входит в состав кантона Люс-Сен-Совёр. Округ коммуны — Аржелес-Газост.
Код INSEE коммуны — 65192.

## География

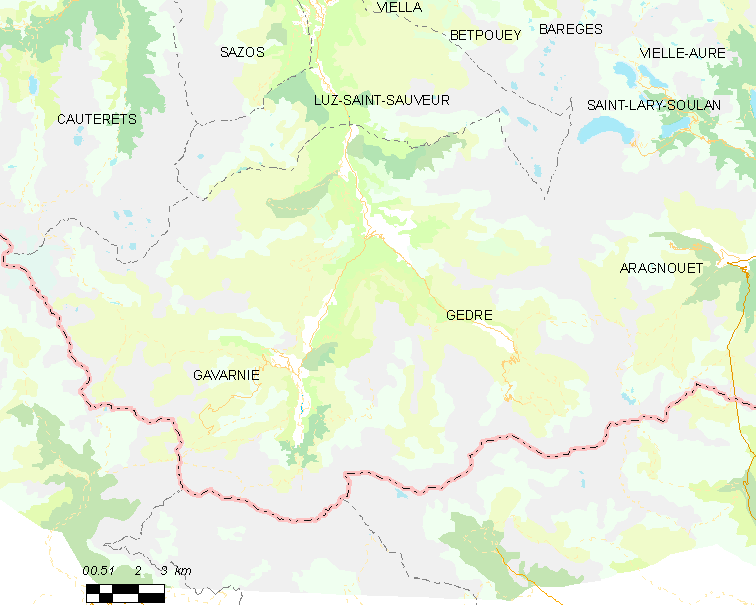
Карта коммуны

Коммуна расположена приблизительно в 700 км к югу от Парижа, в 150 км юго-западнее Тулузы, в 50 км к югу от Тарба.
По территории коммуны протекают реки Гав-де-Гаварни и Гав-де-Эас.

## Климат
Климат умеренно-океанический с солнечной тёплой погодой и обильными осадками на протяжении практически всего года.

## Население
Население коммуны на 2010 год составляло 251 человек.
| 1962 | 1968 | 1975 | 1982 | 1990 | 1999 | 2010 |
| ---- | ---- | ---- | ---- | ---- | ---- | ---- |
| 540  | 451  | 393  | 380  | 317  | 291  | 251  |

## Администрация
| Период | Период | Фамилия        | Партия | Примечания |
| ------ | ------ | -------------- | ------ | ---------- |
| 2008   | 2014   | Франсис Куссьё |        |            |
| 2014   | 2020   | Жан-Клод Руде  |        |            |

## Экономика
В 2010 году среди 144 человек трудоспособного возраста (15-64 лет) 114 были экономически активными, 30 — неактивными (показатель активности — 79,2 %, в 1999 году было 75,5 %). Из 114 активных жителей работали 110 человек (62 мужчины и 48 женщин), безработных было 4 (1 мужчина и 3 женщины). Среди 30 неактивных 3 человека были учениками или студентами, 19 — пенсионерами, 8 были неактивными по другим причинам.

## Фотогалерея

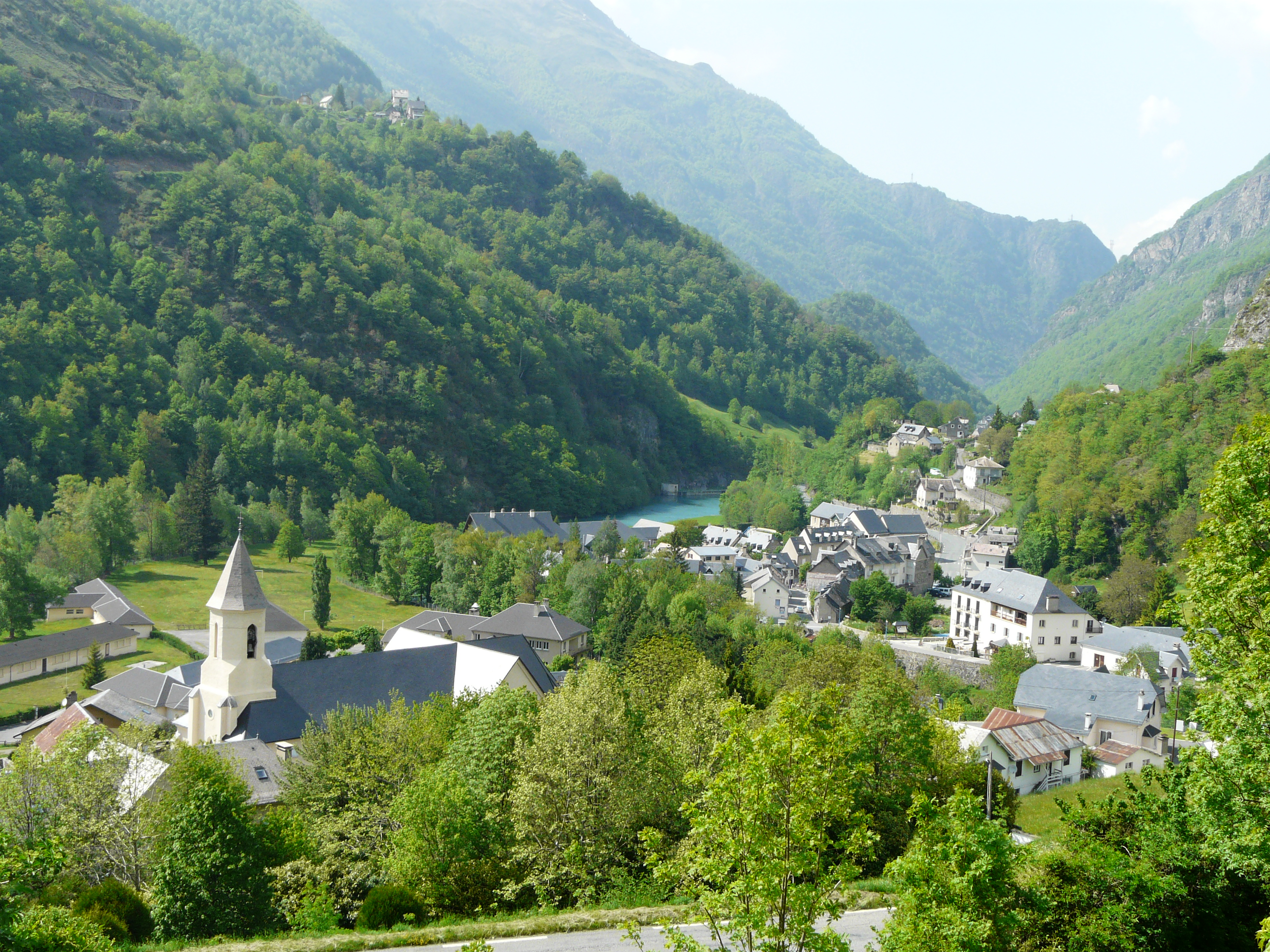
Жедр
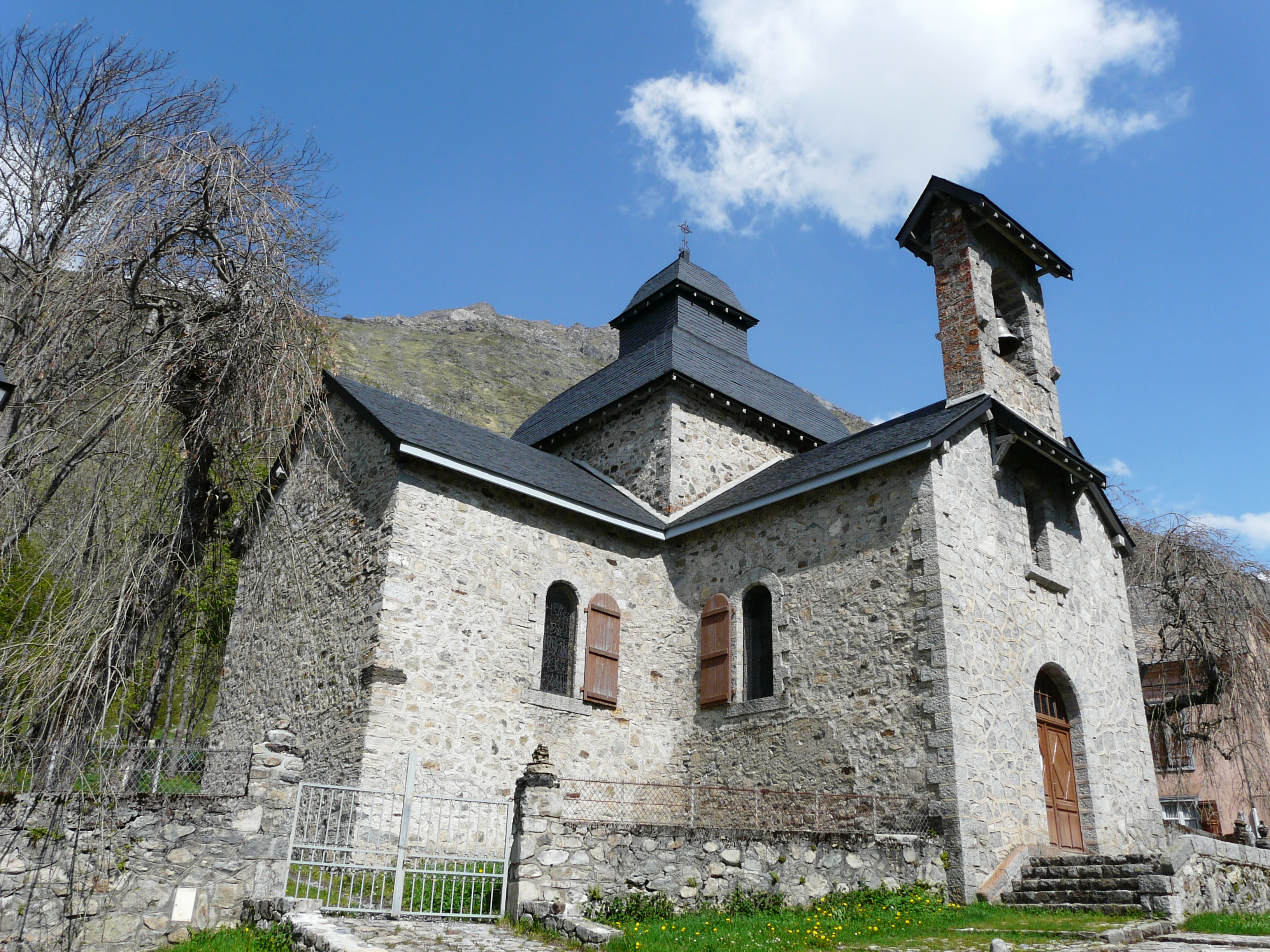
Часовня Нотр-Дам
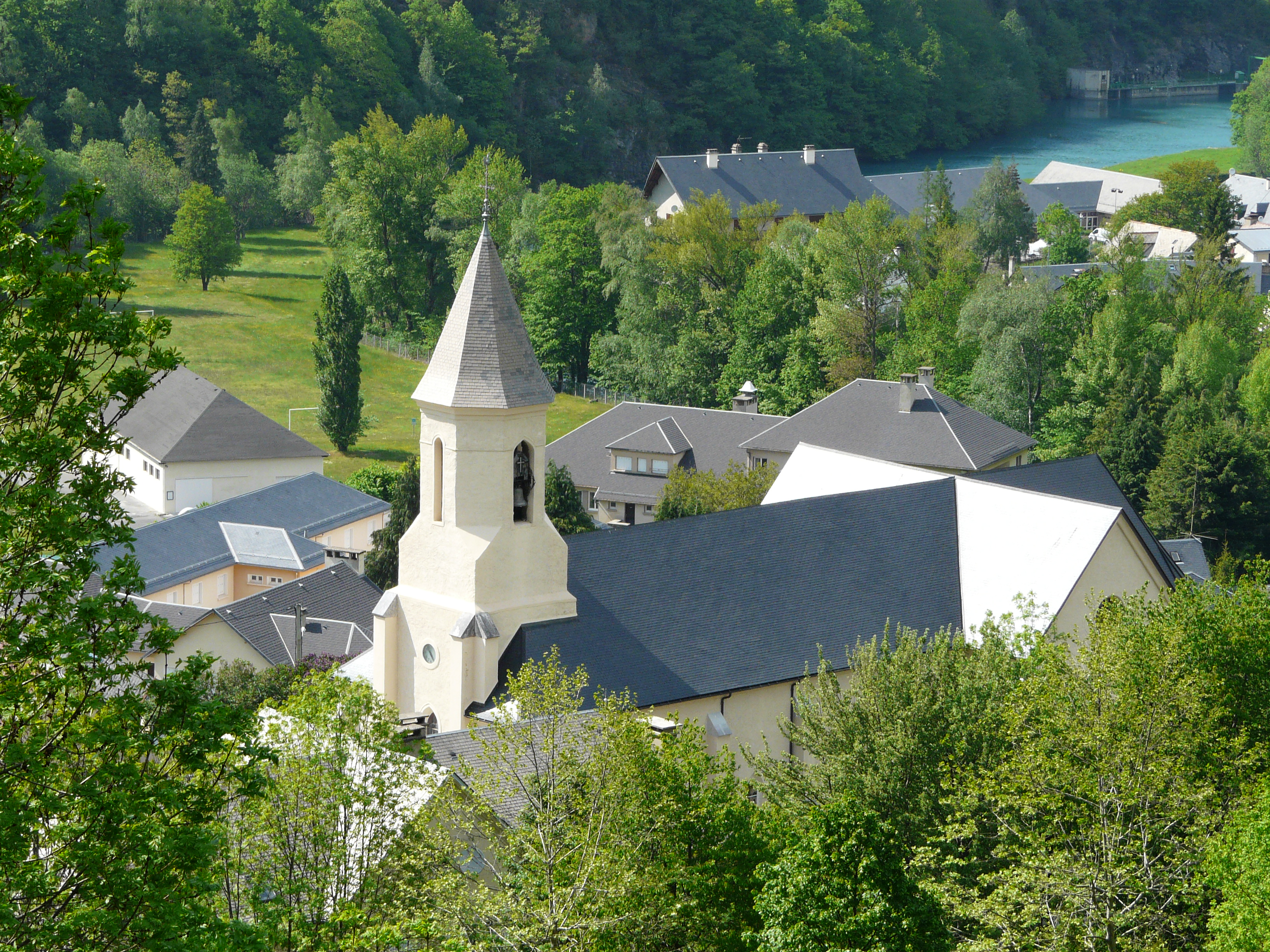
Церковь
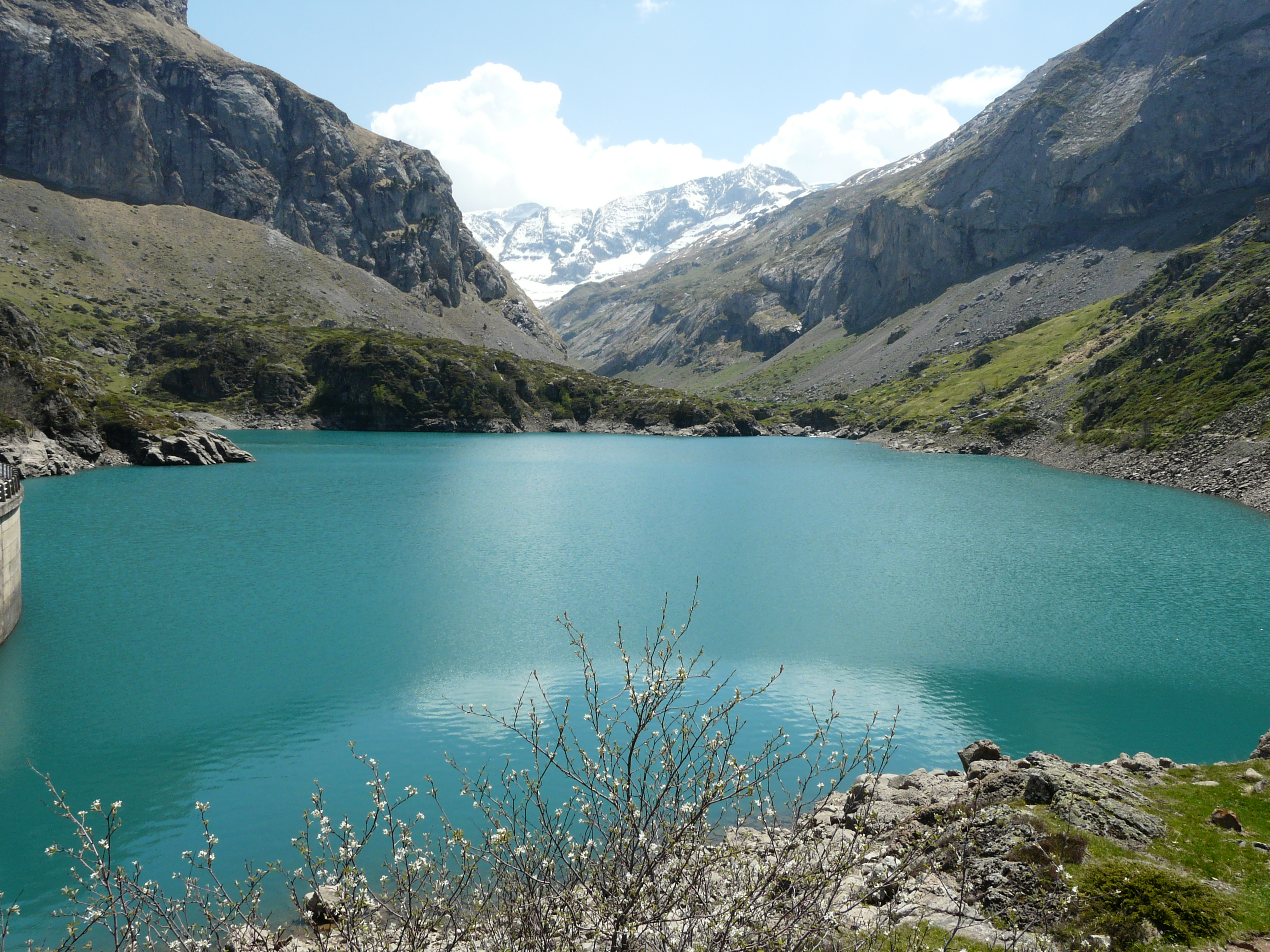
Озеро Глорьет
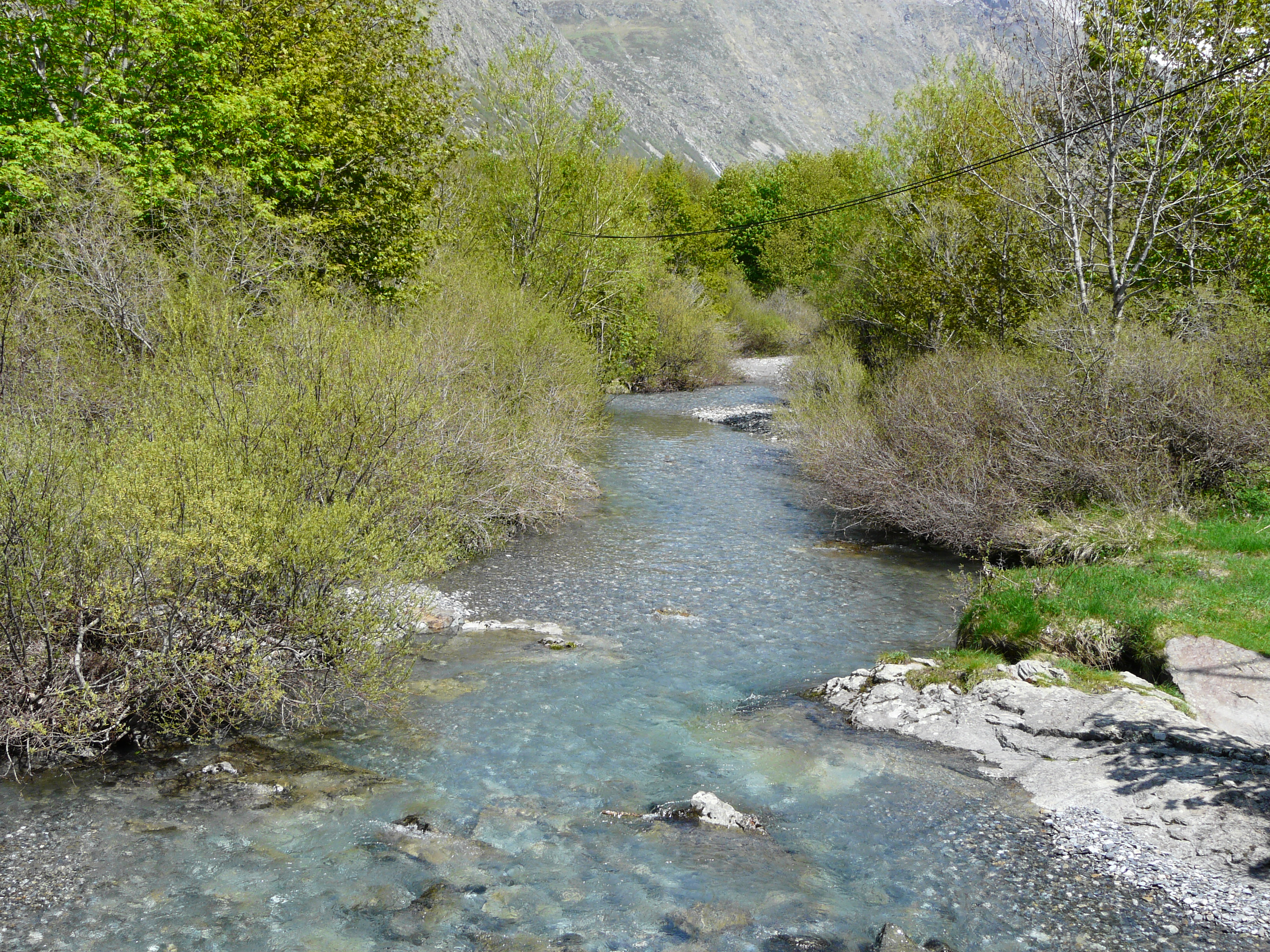
Река Гав-де-Эас